# Zenobia Powell Perry
Pour les articles homonymes, voir Perry.
Zenobia Powell Perry, née le 3 octobre 1908 et morte le 17 janvier 2004, est une compositrice, pianiste, professeure et militante des droits civils américaine,. Enseignante dans plusieurs universités historiquement noires, elle est à l'origine d'un style que l'écrivaine Jeannie Gayle Pool appelle « music with clear, classic melodies » (musique avec des mélodies claires et classiques). Son œuvre est jouée par l'Orchestre symphonique de Cleveland (en), l'Orchestre symphonique de Détroit et la West Virginia University Band and and Orchestra.

## Biographie

### Enfance et éducation

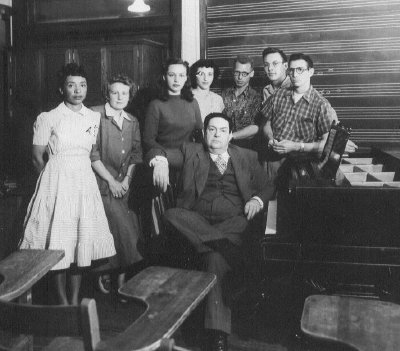
Perry avec des étudiants en musique et des professeurs en 1949, y compris Milhaud et Martens. Perry est sur la gauche.

Zenobia Powell naît à Boley, Oklahoma, dans ce qui était autrefois une ville principalement afro-américaine. Ses parents sont le Dr Calvin B. Powell, un médecin, et Birdie Thompson Powell (qui a quelques ascendances creek). Sa famille, bien éduquée, appartient à la classe moyenne. Son grand-père, un ancien esclave, lui chante des negro spirituals traditionnels lorsqu'elle est enfant, ce qui plus tard influence son travail.
Enfant, Powell rencontre Booker T. Washington et chante pour lui lors de son passage à Boley le 22 août 1915 ; il déclare qu'elle est « une future Tuskegegiane ». Powell prend des cours de piano avec Mayme Jones, un élève de Robert Nathaniel Dett. Elle remporte un concours de piano en 1919. Powell apprend également à jouer du violon. Cependant, une de ses plus grandes influences musicales vient d'Hazel Harrison, qu'elle a entendu en concert, ce qui la convainc d'étudier la musique.
En 1925, Powell obtient son diplôme à la Boley High School. Son père ne soutient pas sa décision d'étudier la musique, mais sa mère lui permet de poursuivre la musique en l'envoyant au conservatoire Cecil Berryman d'Omaha, Nebraska, en 1929. Après le retour de Powell à Boley, Dett rend visite à sa famille pour leur demander de l'envoyer à l'Université de Hampton afin qu'elle étudie avec lui. Cependant, peu de temps après, Dett quitte Hampton pour l'École de musique Eastman et Powell décide d'aller prendre des cours privés avec Dett à Rochester, New York. Elle étudie avec lui jusqu'en mai 1932.
En 1935, Powell poursuit ses études à l'Université Tuskegee contre la promesse faite à sa famille d'étudier aussi bien l'éducation que la musique. À Tuskegee, elle étudie avec William Levi Dawson qui l'encourage à composer ; elle écrit déjà des arrangements pour le chœur de l'Université Tuskegee. Powell obtient son diplôme en 1938.
Après Tuskegee, Powell participe à un programme de formation des enseignants noirs lancé par Eleanor Roosevelt. Cette dernière devient une mentore et amie de Powell, elle l'aide à financer ses études supérieures. En 1941, Zenobia Powell Perry prend des cours au Colorado State Teachers College et commence à y enseigner en 1942. En 1945, elle obtient son Master of Arts du Colorado State College.
Zenobia Powell Perry commence sérieusement à écrire sa propre musique au cours des années 1950. De 1952 à 1954, elle suit un master en composition à l'Université du Wyoming, où elle travaille sous la direction d'Allan Arthur Willman (en), Darius Milhaud et Charles Jones (en).

### Carrière
Zenobia Powell Perry travaille comme professeure pendant une grande partie de sa vie et commence à composer sérieusement vers l'âge de quarante ans. De 1941 à 1945, elle enseigne tout en se formant au Colorado State Teachers College. Deux ans plus tard, elle occupe un poste d'enseignante à l'Université de l'Arkansas à Pine Bluff (UAPB), où elle reste jusqu'en 1955. De 1949 jusqu'à sa sortie de l'UAPB, elle fait des tournées avec Kelton Lawrence en tant que duo de piano pour recruter des étudiants pour l'UAPB.
De 1955 à 1982, Zenobia Powell Perry est compositrice à résidence et membre de la Central State University, à Wilberforce, Ohio. Elle y continue son travail après sa retraite « au nom de la communauté afro-américaine ».
En 1998, elle est récompensée par l'Université du Wyoming, remportant le Prix des Arts et des Sciences de l'association des anciens élèves.

### Travail
La musique de Zenobia Powell Perry est classique et « incorpore de légères dissonances contrapontiques et tonales, avec une certaine influence du jazz et de la musique folk. ». Zenobia Powell Perry écrit de la musique pour orchestre et pour des groupes, de la musique de chambre et des pièces pour piano. Une messe et un opéra, Tawawa House, figurent aussi dans son répertoire.

#### Tawawa House

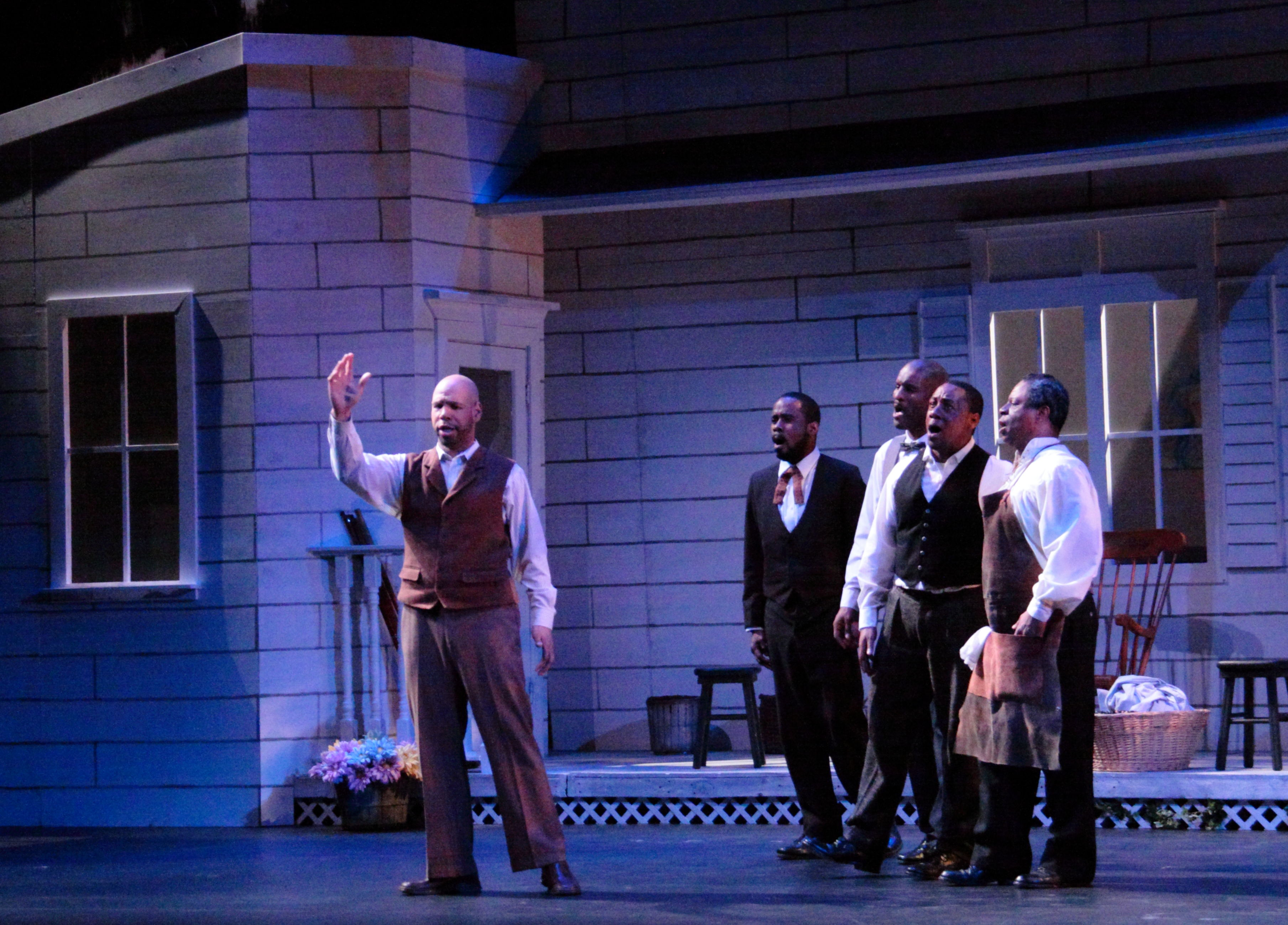
Représentation de Tawawa House à Modesto en 2014

Tawawa House, l’œuvre majeure de Zenobia Powell Perry, est un opéra écrit en 1985. Il est créé à la Central State University en 1987, mis en scène par Lois McGuire et Cheryl Welch. L'orchestre est dirigé par Donald Carro. En 2014, il est repris avec une mise en scène nouvelle et une partition complète à l'Opéra de Townsend à Modesto, en Californie.
Tawawa House se déroule en 1852. L'histoire racontée dans l'opéra met en scène la vie d'esclaves en fuite.
Dans la ville de Wilberforce, Ohio, il y avait un point d'eau appelé Tawawa par les Amérindiens de la région. Une grande maison de 300 chambres, qui servait d'hôtel, devint connue sous le nom de « Maison Tawawa ». La maison faisait partie du chemin de fer clandestin. Plus tard, le site est devenu le Wilberforce College, premier établissement appartenant à des Noirs aux États-Unis. Lorsque Zenobia Powell Perry déménage pour la première fois à Wilberforce, elle commence à faire des recherches sur l'histoire de la ville et découvre l'histoire de Tawawa House. Elle dédie l'opéra à ses parents.
L'opéra commence par une ouverture utilisant « des lignes mélodiques pentatoniques et des harmonies basées sur des accords de septième, neuvième et onzième ». La partition de Tawawa House reflète l'influence de ses professeurs, Dett, Dawson et Milhaud. Tawawa House présente une « fusion unique de Negro Spirituals traditionnels et de musique classique occidentale ».

#### Archives
Les documents de Zenobia Powell Perry sont conservés au Centre de recherche sur la musique noire du Collège Columbia de Chicago. La collection s'intitule Zenobia Powell Perry Scores and Music Manuscripts. Cette collection consiste principalement en compositions originales et manuscrits produits par Zenobia Powell Perry elle-même.

### Vie personnelle
En 1932, Zenobia Powell épouse le violoniste "King" Earl Gaynor. Pendant qu'elle est enceinte, Gaynor s'en va et elle élève son fils seule. Ils divorcent en 1933. Son fils, Lemuel, meurt en 1944 à l'âge de 11 ans d'une rupture d'appendice.
En 1941, elle épouse Jimmie Rogers Perry et ils ont une fille, Janis, en 1943. Zenobia Powell Perry divorce à nouveau quand sa fille est encore petite. Elle élève sa fille seule tout en travaillant pour ses études et comme professeure.
En 1962, elle rejoint la NAACP pour aider à la lutte pour les droits civils.
En 1989, elle est diagnostiquée et traitée pour un cancer du sein, et sa santé se détériore jusqu'à sa mort en 2004.

## Reconnaissance
Ses honneurs les plus importants comprennent :
- 1999 : Prix Femme de l'année, Paul Laurence Dunbar House State Memorial, Dayton, Ohio[5].
- 2002 : Membre de l'American Society of Composers, Authors and Publishers[15].
- 2003 : Prix Elizabeth Mathias de la fraternité Mu Phi Epsilon (en)[8].

Récompenses des institutions de l'Ohio pour ses réalisations et contributions à la culture de l'Ohio.
- 1987 : Citation service distingué à l'Ohio dans le domaine de la musique, par l'Association des bibliothèques de l'Ohio.
- 1988 : Honorée par l'Organisation nationale des femmes de l'Ohio au Banquet NOW de Columbus dans le cadre de la deuxième célébration annuelle de l'histoire des femmes.
- 1991 : Intronisée dans le Temple de la renommée des femmes du comté de Greene (Ohio).
- 1993 : Intronisée dans le Temple de la renommée des Senior Citizens de l'Ohio.
- 1998 : Nommée dans le Top Ten women de 1998 par le Dayton Daily News.
- 1999 : Prix Femme de l'année, Paul Laurence Dunbar House State Memorial, Dayton, Ohio.
- 2000 : Nommée 2000 Outstanding Senior Citizen du comté de Greene, Ohio.
- 2002 : Prix Cultural Arts pour ses contributions exceptionnelles dans le domaine de l'éducation musicale, par le Musée national afro-américain de Wilberforce, Ohio.